# Buzke, Nova Odesa
Buzke (în ucraineană Бузьке) este o comună în raionul Nova Odesa, regiunea Mîkolaiiv, Ucraina, formată numai din satul de reședință.

## Demografie
Componența lingvistică a comunei Buzke
     Ucraineană (91,82%)
     Rusă (5,49%)
     Română (1,96%)
     Alte limbi (0,26%)
Conform recensământului din 2001, majoritatea populației comunei Buzke era vorbitoare de ucraineană (91,82%), existând în minoritate și vorbitori de rusă (5,49%) și română (1,96%).